# Invitation to the Dance
Invitation to the Dance is een experimentele muzikale anthologiefilm uit 1956, zonder gesproken woord. De voornaamste rollen werden gespeeld door prominente dansers, en Gene Kelly. De laatste voerde ook de regie en won met deze film de Gouden Beer op het Filmfestival van Berlijn.
Commercieel was de film een teleurstelling; alleen dansliefhebbers waarderen de film.

## Verhaal
Deze film gebruikt uitsluitend dans (en pantomime en muziek) om drie verhalen te vertellen:
- In het eerste verhaal wordt een clown verliefd op de vriendin van een koorddanser.
- In het tweede verhaal leidt de liefde op een bal voor de ene teleurstelling na de andere.
- In het derde verhaal koopt Sinbad de zeeman een theepot waar een geest in blijkt te zitten.

## Rolverdeling
| Acteur           | Personage                             |
| ---------------- | ------------------------------------- |
| Gene Kelly       | Gastheer / Pierrot / Matroos / Sinbad |
| Tamara Toumanova | Tippelaarster                         |
| Igor Youskevitch | Minnaar / Kunstenaar                  |
| Tommy Rall       | Vriendje                              |